# 费利恰·阿弗勒西洛阿耶
费利恰·阿弗勒西洛阿耶（羅馬尼亞語：Felicia Afrăsiloaie，1954年1月16日—），罗马尼亚女子赛艇运动员。她曾代表罗马尼亚参加1976年夏季奥林匹克运动会赛艇比赛，获得女子四人双桨铜牌。